# Nouman Ali Khan
Pour les articles homonymes, voir Khan (homonymie).
Nouman Ali Khan est un prédicateur pakistano-américain et fondateur et directeur général de Bayyinah Institute, un institut islamique aux États-Unis.

## Biographie
Il est né en 1978 à Berlin-Est en Allemagne de l'Est (maintenant unifié) d'un père diplomate pakistanais, il a un peu vécu au Pakistan, s'est installé en Arabie saoudite pendant 6 ans avant qu'ils se soient installés aux États-Unis. Lorsqu'il avait 14 ans, ses parents sont retournés au Pakistan, sauf lui qui est resté aux États-Unis pour poursuivre ses études supérieures.  
Son apprentissage de l'arabe a commencé à Riyad, en Arabie saoudite et s'est poursuivi à Islamabad et à Lahore au Pakistan et a sérieusement débuté en 1999 aux États-Unis. Il a enseigné l'arabe standard moderne et l'arabe classique à différents endroits depuis plusieurs années avec plus de 10 000 étudiants à l'échelle nationale.
Il a créé Bayyinah Institute en 2006, après avoir occupé le poste de professeur d'arabe au Nassau Community College  ,,. Sa résidence actuelle est à Dallas, au Texas. Il fait également des conférences internationales sur les questions de Tafsir et l'apprentissage de l'arabe.
Il a écrit ou co-écrit un certain nombre d'œuvres, y compris Divine Speech et Revive Your Heart. Il a été nommé l'un des 500 musulmans les plus influents au monde par le Royal Islamic Strategic Studies Centre of Jordan.
En 2017 il est accusé de harcèlement sexuel par plusieurs femmes,.